# Bitto

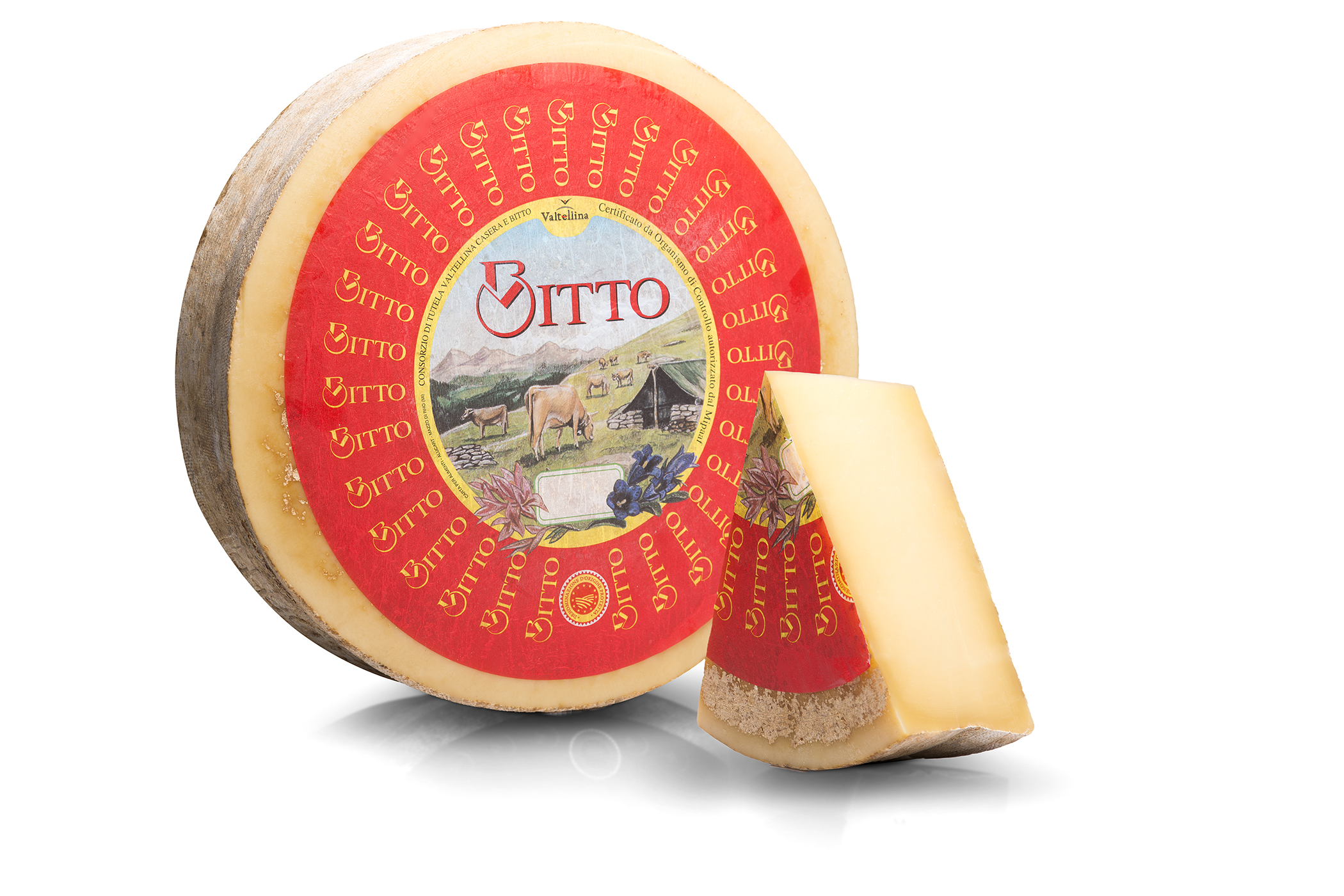
Bitto

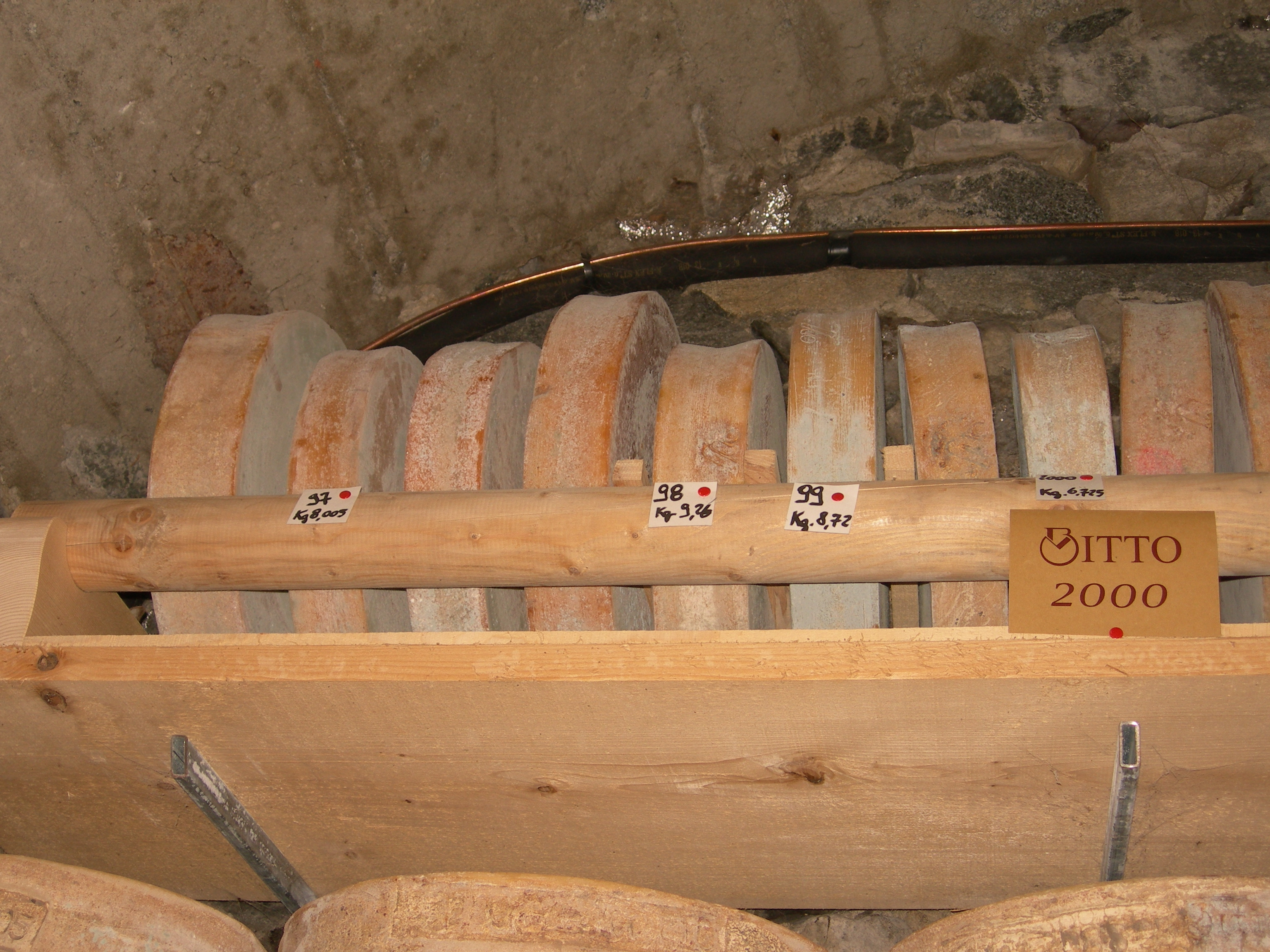
Mehrere Jahre alter Bitto während der Reifung

Bitto ist ein italienischer vollfetter Schnittkäse oder Hartkäse aus Rohmilch mit geschützter Ursprungsbezeichnung. Er wird aus reiner Kuhmilch oder aus Kuhmilch mit einem Zusatz von bis zu zehn Prozent Ziegenmilch hergestellt. Im Gegensatz hierzu ist der frühere Bitto Storico und heutige Storico Ribelle ein vollfetter Käse aus der Rohmilch ausschließlich der traditionellen Gebirgs-Rinderrasse Braunvieh (italienisch Bruna Alpina Originale) unter verpflichtender Zugabe von mindestens 10 bis maximal 20 % Rohmilch der in den Bergamasker Alpen autochthonen im Bestand bedrohten Gebirgs-Ziegenrasse Capra Orobica.
Eine Gruppe traditioneller Alpkäser mit Almen (Bergweiden) rund um den Passo San Marco in den Bergamasker Alpen (italienisch Alpi Orobie), insbesondere den beiden nach Morbegno führenden Tälern Valle del Bitto di Gerola und Valle del Bitto di Albaredo per San Marco, akzeptierte die Erweiterung des Produktionsgebietes für den Bitto DOP, vor allem aber die Aufweichung der traditionellen Produktionsregeln nicht. Diese Alpkäser gründeten das Consorzio Salvaguardia Bitto Storico mit Sitz in Gerola Alta. Das Consorzio garantierte den Alpkäsern die Abnahme des erzeugten Käses zu Festpreisen und übernahm als Affineur die Lagerung und Reifung in dem hierfür in Gerola Alta neu errichteten Reifekeller (italienisch stagionatura). Ab dem Jahr 2006 erfolgte die Vermarktung des Käses, in Abgrenzung zum Bitto DOP unter der Marke Bitto Storico. 2012 wurde dem Consorzio die Verwendung dieser Marke jedoch untersagt und die Unterlassung mit Strafzahlungen erzwungen. Seit 2016 hat die vom Consorzio in der Rechtsform einer Società Benefit gegründete Aktiengesellschaft (italienisch Società per azioni (S.p.A.)) Valli del Bitto Spa Società Benefit den Reifekeller und die Vermarktung des seither Storico Ribelle genannten Käses übernommen.
Bei der Valli del Bitto Spa Società Benefit handelt es sich weltweit um eines der ersten Unternehmen in der Rechtsform der „Società Benefit“. Sie bringt zum Ausdruck, dass nicht nur kommerzielle Ziele verfolgt werden, sondern auch positive Einflüsse auf die Gesellschaft und die Umwelt mit im Vordergrund stehen. Wie schon den Bitto Storico, fördert Slow Food auch den Storico Ribelle im Rahmen eines Presidios zur Bewahrung der biologischen Vielfalt.

## Eigenschaften
Die Käselaibe des Bitto sind zylindrisch mit 30 bis 50 Zentimeter Durchmesser und einer Höhe von 8 bis 12 Zentimeter. Sie haben einen charakteristischen konkaven Rand. Das Gewicht eines Laibs liegt zwischen 8 und 25 Kilogramm. Der Teig hat eine feinkörnige Textur, manchmal mit sehr wenigen kleinen Löchern. Seine Farbe reicht, abhängig vom Reifezustand, von weiß über elfenbeinfarben bis strohgelb. Die glatte Käserinde ist 2 bis 4 Millimeter dick, ihre Farbe verändert sich im Zuge der Reifung von strohgelb nach braungelb. Der Teig des jungen Bitto hat einen milden, süßen Geschmack, der bei reiferem Käse und bei Käse mit einem Anteil von Ziegenmilch zunächst eine leichte Note von Nüssen und Karamell erhält und zunehmend kräftiger und würziger wird.
Der Bitto hat nach 70 Tagen Reifung einen Feuchtigkeitsgehalt von etwa 38 Prozent. Sein Eiweißgehalt beträgt 27 ± 3 Prozent und sein Fettgehalt 34 ± 3 Prozent, jeweils bezogen auf die Käsemasse. Beim reifen Bitto ist ein Fettgehalt von mindestens 45 Prozent Fett in der Trockenmasse vorgeschrieben. Da bei der Herstellung keine Starterkultur mit Milchsäurebakterien zugegeben wird, kann die Mikroflora des jungen Käses thermophile Streptokokken, mesophile Lactobacillus delbrueckii subsp. bulgaricus und Lactobacillus fermentum, Enterococcus faecium und andere Enterokokken und Hefen enthalten. Das Fehlen einer Starterkultur bewirkt auch einen vergleichsweise hohen pH-Wert von etwa 6,0.

## Geschichte
Der Name des Bitto ist von dem gleichnamigen Gebirgsbach abgeleitet, einem Zufluss der Adda. Auf den Almen im Tal des Bitto wurde der Käse traditionell in den Calèec genannten steinernen Schutzhütten der Hirten gefertigt, die als Dach während der Nutzung lediglich eine Leinenplane hatten. Das ursprüngliche Herstellungsgebiet ist auf die Gemeinden Gerola Alta und Albaredo per San Marco beschränkt. Die Reifung der Käse erfolgte zunächst in Kellern auf der Alm. Am Ende des Sommers wurden sie ins Tal gebracht, wo sie oft über mehrere Jahre weiter reiften. Früher war die Herstellung solcher lange lagerfähiger Käse für die Bauern die einzige Möglichkeit, den hohen Nährstoffanteil der Sommermilch für den Winter zu erhalten.
Bitto ist seit 1996 in der Europäischen Union eine geschützte Ursprungsbezeichnung . Der Käse darf in der gesamten Provinz Sondrio, auf den Bergweiden der Gemeinden Averara, Carona, Cusio, Foppolo, Mezzoldo, Piazzatorre, Santa Brigida und Valleve in der Provinz Bergamo, sowie auf den Bergweiden Varrone, Artino und Lareggio der Gemeinden Introbio und Premana in der Provinz Lecco hergestellt werden.
Die Anerkennung der geschützten Ursprungsbezeichnung war mit der Standardisierung der Herstellung verbunden, die gegenüber den traditionellen Methoden einige Erleichterungen beinhaltet. Die Milch darf nur von Kühen regionaler Rassen stammen, die auf der Alm weiden und nur in geringem Maß beigefüttert werden. Bitto darf nur zwischen dem 1. Juni und dem 30. September aus Rohmilch produziert werden. Dabei darf entweder reine Kuhmilch oder Kuhmilch mit einem Zusatz von bis zu zehn Prozent Ziegenmilch verarbeitet werden. Nicht nur die Haltung der Kühe, sondern auch jeder Produktionsschritt des Käses, einschließlich der Reifung, darf nur im festgelegten Herstellungsgebiet erfolgen. Die geschützte Bezeichnung Bitto DOP darf auf dem Käselaib mit dem Namen der erzeugenden Alm ergänzt werden, wenn die Milch ausschließlich von Kühen dieser Alm stammt, und eine Zufütterung beschränkt auf Wiesenheu lediglich im witterungsbedingten Notfall erfolgt (wie z. B. nach Schneefällen bei einem vorzeitigen Wintereinbruch). Auch muss mit der Verkäsung der Milch dann bereits innerhalb einer halben Stunde nach dem Melken begonnen werden, wobei die Zugabe von Fermenten nicht erlaubt ist.
Die Veröffentlichung der Herstellungsvorschriften und des Herstellungsgebiets für den Bitto führte dazu, dass mehrere Produzenten im Zentrum des Herstellungsgebiets das Konsortium zum Schutz von Valtellina Casera und Bitto verließen. Sie waren weder mit den Vorgaben für die Herstellung noch mit der Abgrenzung des Herstellungsgebiets einverstanden und gründeten eine eigene Kooperative zur Herstellung und Vermarktung des Bitto storico ‚historischer Bitto‘. Die Gruppe kritisierte die Erlaubnis zur Zufütterung, die Möglichkeit der Zugabe von Fermenten zur Milch, die Abgrenzung des Herkunftsgebiets und die Möglichkeit, Bitto ohne die Zugabe von Ziegenmilch herzustellen. Insgesamt betrachten sie den Bitto DOP als eine reine Marketingmaßnahme und als einen Betrug am Konsumenten, mit dem die traditionelle Käseherstellung nur zum Schein erhalten und tatsächlich durch industrielle Methoden abgelöst wird.
Mit der Unterstützung von Slow Food konnten die „Bitto-Rebellen“ ein hochwertiges Produkt auf dem Markt etablieren, das von einigen Kennern für authentischer als der Bitto DOP gehalten wird. Da sie es nicht als Bitto vermarkten dürfen, und die Eigenständigkeit ihres Produkts betonen wollen, nannten sie ihren Käse zunächst Bitto storico. Der Bitto storico wird für etwa den doppelten Preis des Bitto DOP angeboten. Die Hersteller nehmen für sich in Anspruch, mit ihrer traditionellen Fertigung zum Erhalt der gefährdeten Gebirgsziegenrasse Capra Orobica beizutragen, einer autochthonen Rasse in den Bergamasker Alpen (italienisch Alpi Orobie) Slow Food Foundation for Biodiversity: Orobica goat. Slow Food Presidium. In: fondazioneslowfood.com. Abgerufen am 30. September 2023 (englisch). Nach Verhängung hoher Bußgelder, welche die Vertreter des Konsortiums zum Schutz von Valtellina Casera und Bitto beantragt hatten, mussten die Dissidenten ihren Käse umbenennen, der nun seit dem 1. September 2016 als Storico ribelle vermarktet wird.

## Herstellung
Die ungekühlte Rohmilch wird nach dem Melken in einem Kupferkessel über offenem Holzfeuer erwärmt. Eine bakterielle Starterkultur wird nicht zugegeben, es dürfen aber kommerzielle Fermente zugesetzt werden. Bei einer Temperatur von 35 bis 39 °C wird Lab zugegeben. Nach etwa 30 Minuten ist die Milch geronnen. Binnen weiterer 30 Minuten wird die Dickete in einen Bruch mit reiskorngroßen Stücken zerteilt. Dabei wird die Masse auf 48 bis 52 °C erhitzt und 15 bis 30 Minuten unter Rühren auf dieser Temperatur gehalten.
Der Bruch wird nun in hölzerne Formen gefüllt und 10 bis 24 Stunden gepresst. Anschließend werden die Käselaibe aus den Formen genommen und weitere 24 bis 48 Stunden abtropfen gelassen. Innerhalb der folgenden 8 bis 25 Tage, abhängig von der Größe der Käselaibe, wird die Oberfläche wiederholt trocken gesalzen. Die Reifung dauert mindestens 70 Tage, der Bitto kann aber auch über mehrere Jahre gereift werden. Dabei wird die Rinde immer wieder gewendet, gereinigt und abgeschabt. Traditionell kann die Reifung mehr als zehn Jahre dauern. Ab einem Alter von einem Jahr gilt der Bitto als Hartkäse und kann gerieben verarbeitet werden.

## Verwendung in der Küche
Der Bitto ist eine Zutat für mehrere regionale Gerichte. Dazu gehören Pizzoccheri, Buchweizennudeln des Veltlin, die mit Gemüse, Kartoffeln und Käse der Region wie Bitto oder Valtellina Casera serviert werden. Sciatt, lombardisch für ‚Kröte‘, sind mit Käse gefüllte und in Fett ausgebackene Buchweizenkrapfen.

Gerichte mit Bitto oder Valtellina Casera
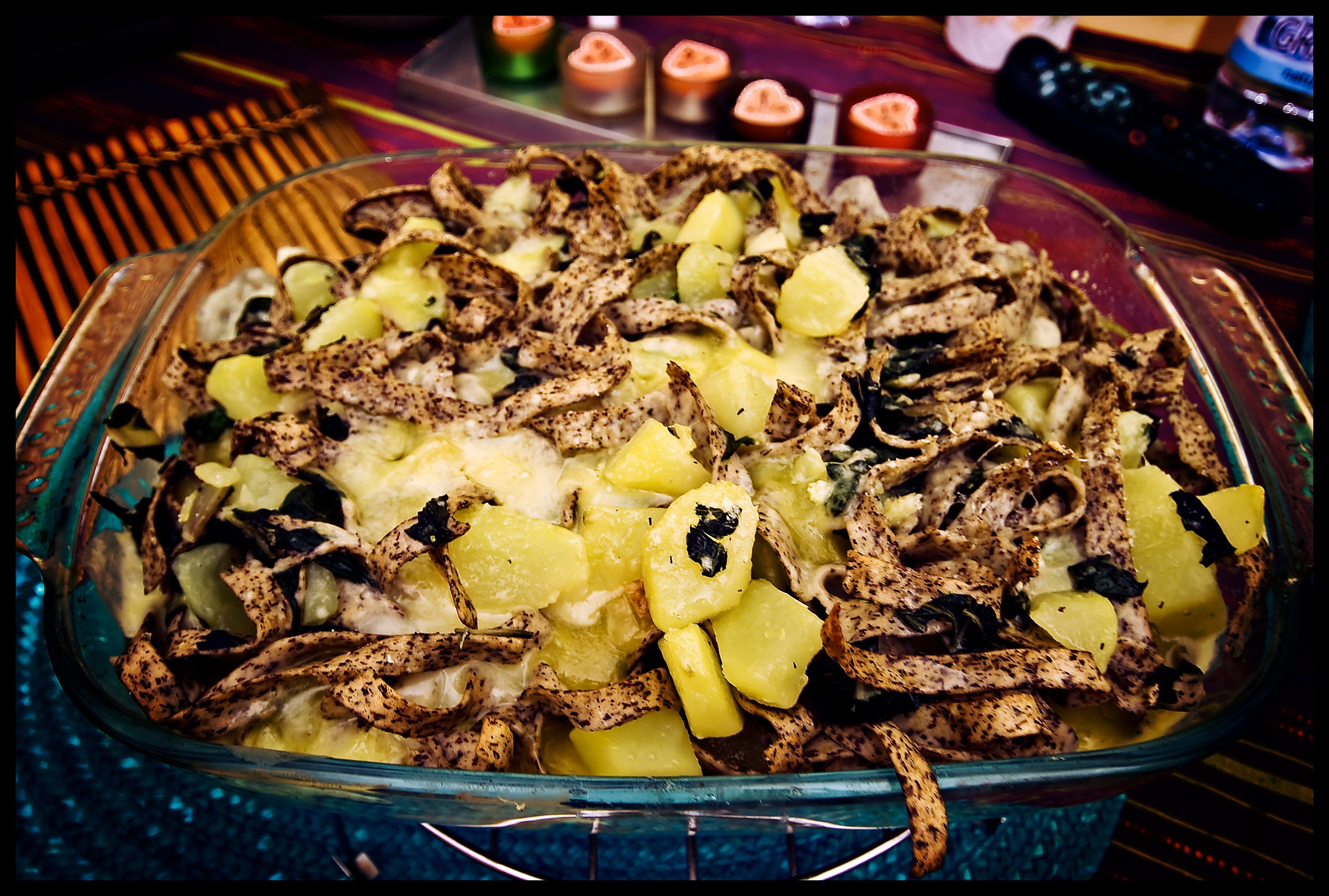
Pizzoccheri
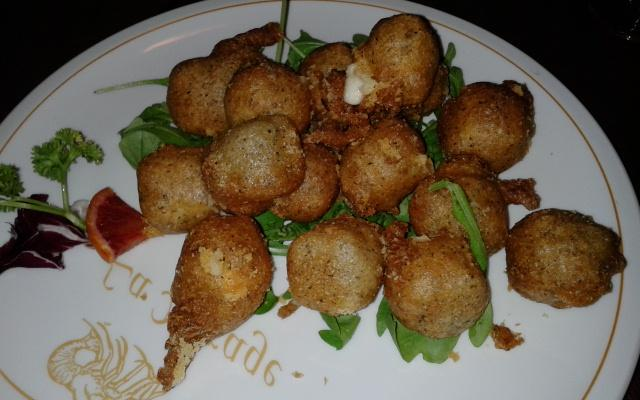
Sciatt mit Rucola
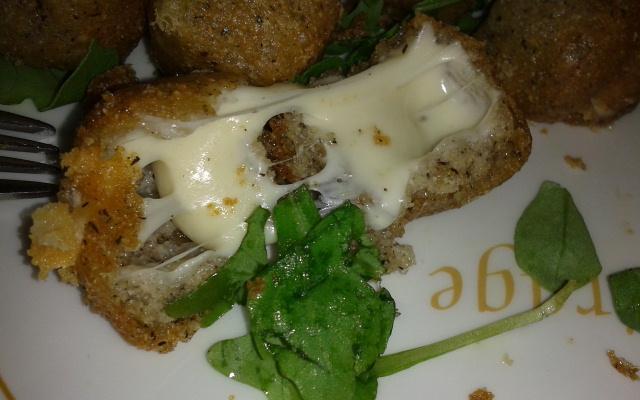
Käsefüllung eines Sciatt